# 菲利普·加斯顿
菲利普·加斯顿（Philip Guston，1913年6月27日—1980年6月7日），美国艺术家。他早期常画三K党社会写实，1950年代与德库宁等人成为抽象表现主义的代表画家。60年代晚期，开始尝试新具象的作品，衔接了波普艺术与新表现主义，表现70年代禾的生活疏离情绪。他的作品呈现出一种美国文化特征：看到的便是得到的理解。加斯顿70年代的作品，表面充满粗劣与敌对的情绪，不仅画面叙述一些具批判性的社会政治议题，尤其是越战时期的美国处境，更表现对生命的理解。代表作为《床头一对》。